# Platylister confucii
Platylister confucii är en skalbaggsart som först beskrevs av Sylvain Auguste de Marseul 1857.  Platylister confucii ingår i släktet Platylister och familjen stumpbaggar. Inga underarter finns listade i Catalogue of Life.